# استانتون (نیرکولفورد گلاسترشر)
استانتون (به انگلیسی: Staunton) یک روستا در بریتانیا است که در Staunton Coleford واقع شده‌است. استانتون ۷۹۳ نفر جمعیت دارد.